# North Fork Huslia River
Der North Fork Huslia River ist der etwa 128 Kilometer lange linke Quellfluss des Huslia River im Westen des US-Bundesstaats Alaska. Auf alten USGS-Karten vor 1963 wurde der weiter östlich fließende Billy Hawk Creek noch als „North Fork Huslia River“ dargestellt.

## Flusslauf
Der North Fork Huslia River entspringt an der kontinentalen Wasserscheide westlich der Purcell Mountains auf einer Höhe von etwa 270 m. Er fließt anfangs in einem Bogen, zuerst in Richtung Südwest, dann Süd und schließlich Südost. Der North Fork Huslia River trifft schließlich auf einer Höhe von 57 m auf den von Westen heranfließenden South Fork Huslia River, mit dem er sich zum Huslia River vereinigt. Der North Fork Huslia River bildet im Mittel- und Unterlauf viele enge Flussschlingen aus. Das Einzugsgebiet des North Fork Huslia River liegt vollständig innerhalb des Schutzgebietes Koyukuk National Wildlife Refuge.

## Einzugsgebiet
Der North Fork Huslia River entwässert ein etwa 1129 km² großes Areal zwischen dem äußersten Norden der Nulato Hills und den Purcell Mountains. Das Einzugsgebiet des North Fork Huslia River umfasst eine sich nach Südosten öffnende Beckenlandschaft flankiert von Höhenkämmen. Das Einzugsgebiet grenzt im Süden an das des South Fork Huslia River, im Westen an das des Tagagawik River, im Norden an das des Selawik River, im Nordosten an das des Billy Hawk Creek sowie im Osten an das des abstrom gelegenen Huslia River.

## Flussfauna
Bei Studien Ende Juli und im August 1993 wurde die Fischpopulation der unteren 25 Flusskilometer des North Fork Huslia River an 4 Stellen untersucht. Dabei wurden Hecht und Kleine Bodenrenke (Coregonus pidschian, "humpback whitefish") nachgewiesen.